# Falsadjinga postnotata
Falsadjinga postnotata är en skalbaggsart som först beskrevs av Maurice Pic 1926.  Falsadjinga postnotata ingår i släktet Falsadjinga och familjen långhorningar. Inga underarter finns listade i Catalogue of Life.